# Тарата
Тарата (исп. Tarata) — город на юге Перу. Административный центр одноимённой провинции в регионе Такна. Расположен на высоте 3083 м над уровнем моря. Население по данным переписи 2005 года составляет 2824 человек; по данным на 2010 год население составляет 2800 человек. Наиболее распространённые языки — испанский и аймара.
Город был основан 3 января 1741 года.